# Dziwnów (stad)
Dziwnów (Duits: Berg Dievenow) is een stad in het Poolse woiwodschap West-Pommeren, gelegen in de powiat Kamieński. De oppervlakte bedraagt 4,9 km², het inwonertal 3031 (2005).
Bij Dziwnów mondt de Dziwna uit in de Oostzee. De Dziwma is de meest oostelijke van de drie rivieren die het Oderhaf met de Oostzee verbinden.
Tot 1945 was Berg Dievenow een Duitse plaats en maakte deel uit van de provincie Pommeren. Sinds 1945 is Dziwnów Pools. In 2004 kreeg Dziwnów stadsrechten.